# Юрий Рилач
Юрий Рилач е украински политик и дипломат. Завършил е Киевския търговско-икономически институт. Работи в системата на търговията. Заместник-министър е на външните работи на Украйна от 1992 до 1998 г.
1992-1999 г. – заместник-министър на външните работи на Украйна. 1999-2004 г., посланик на Украйна в Словашката република (Словакия). 2004-2006 г. – Посланик в България.
Оглавява Съюза на дипломатите на Украйна от 2007 г.
Награден е с орден на президента на Украйна за заслуги към Украйна. Награден е с орден на Словашката република „Бял кръст“ 1 степен. Награден е с орден „България Мадарски конник“ 1 степен.